# La Nuit des traquées
Ne doit pas être confondu avec La Nuit des traqués.
Pour plus de détails, voir Fiche technique et Distribution.
La Nuit des traquées est un film d'horreur et un thriller français réalisé en 1980 par Jean Rollin.

## Synopsis
Alors qu'il revient de son bureau par une pluvieuse nuit d'automne, Robert, un jeune homme très ordinaire, croise soudain sur la route une étrange auto-stoppeuse aux yeux hagards, vêtue seulement d'une chemise de nuit. S'arrêtant, il découvre qu'elle souffre d'une grave forme d'amnésie et qu'elle n'arrive même pas à se souvenir précisément de son passé proche. De fait, l'inconnue parvient juste à lui confier qu'elle s'appelle Elisabeth et qu'elle cherche à échapper à un terrible danger dont elle a déjà oublié la nature exacte. Intrigué et apitoyé, Robert la prend dans sa voiture et la ramène chez lui. Au moment où son véhicule redémarre, une autre jeune femme, entièrement nue celle-la, surgit sur la route, essayant elle aussi de se soustraire à la même menace obscure et appelant Elisabeth à son secours. Malheureusement, cette dernière ne la remarque pas.
De retour dans sa maison, Robert, ne peut que constater la profondeur de l'amnésie d'Elisabeth, qui est incapable d'en expliquer la cause ou de décrire précisément le danger qu'elle fuyait. Tout au plus réussit-elle à faire comprendre à son hôte qu'elle s'est évadée d'un lieu où on la séquestrait. Pour le reste, elle a tout oublié. Recherchant désespérément un souvenir solide auquel se raccrocher, elle décide finalement de faire l'amour avec Robert, dans l'espoir qu'une expérience aussi intense demeurera gravée dans sa mémoire. Comme son hôte commence à éprouver à son égard une certaine attirance physique, il ne refuse pas cette offre.
Le lendemain, Robert part à son travail, non sans laisser à Elisabeth les coordonnées téléphoniques de son bureau afin qu'elle le contacte en cas de problème. À peine est-il sorti que déboule dans sa maison un couple menaçant : le docteur Francis et son assistante Solange. Empoignant Elisabeth, ils l'emmènent de force dans un hôpital psychiatrique situé à l'intérieur d'une des tours du quartier de La Défense, dans la banlieue parisienne. En effet, c'était de cet endroit qu'elle s'était évadée. Ledit hôpital est rempli de gens de tous âges et de tous sexes, souffrant tous d'une amnésie comparable à celle de la jeune femme, à laquelle s'ajoutent des troubles neurologiques divers. Le docteur Francis, son assistante et leurs gardiens les séquestrent sans pitié, leur interdisant toute communication avec le monde extérieur. De temps à autre, certains prisonniers dont la maladie s'est particulièrement aggravée sont emmenés en dehors de la tour et on ne les revoit jamais. Dans ce lieu sinistre, Elisabeth retrouve une ancienne camarade de chambrée du nom de Catherine, laquelle, en plus d'être amnésique, ne parvient plus à coordonner ses mouvements. Cependant, elle retrouve surtout Véronique, la jeune femme avec laquelle elle s'était enfuie, la nuit précédente, et qui a également été reprise. Pressées d'échapper définitivement à cette prison, les deux femmes appellent Robert au téléphone afin qu'il vienne à leur rescousse, puis elles tentent de nouveau de déguerpir en tuant un gardien et en lui prenant son revolver. Malheureusement, à peine sont-elles sorties de la tour qu'elles sont arrêtées par les hommes du docteur Francis, lesquels étaient d'autant plus aux abois qu'au même moment, l'hôpital venait d'être le théâtre d'autres événements tout aussi dramatiques (le décès brutal de Catherine, mortellement blessée par une paire de ciseaux qu'elle manipulait, une des malades tuée involontairement par son camarade de chambrée et l'assassinat d'un infirmier par un autre malade, lequel ne supportait plus qu'il violât les patientes). Lorsque Robert arrive enfin, Elisabeth et Véronique ont déjà été reconduites à l'intérieur de l'édifice. Il tente de les y rejoindre, mais il est aussitôt assommé par les gardiens, sous le regard satisfait du docteur Francis et de Solange.
À l'aube, quand Robert reprend ses esprits, il s'aperçoit à sa vive stupeur qu'Elisabeth, Véronique et d'autres malades sont emmenés par le docteur Francis hors de la tour, vers une destination inconnue. Réussissant à tuer Solange qui avait pour mission de l'empêcher de quitter les lieux, il se lance à la poursuite du groupe et parvient ainsi jusqu'à une gare de triage abandonnée, où les prisonniers sont parqués dans un vieux hangar à wagons. C'est là que sont rassemblés les malades de la tour dont l'amnésie est devenue si grave qu'ils ont perdu même l'usage de la parole. Deux médecins reçoivent alors l'ordre de les euthanasier, puis les cadavres sont brûlés dans un four crématoire. En l'occurrence, Elisabeth doit être exécutée, parce que son amnésie a franchi pendant la nuit un palier supplémentaire, la privant désormais du langage. Cependant, elle refuse un tel destin et s'enfuit une troisième fois. C'est alors que Robert intervient. À coups de revolver, il abat plusieurs des gardiens qui voulaient tirer sur sa bien-aimée, mais il est lui-même blessé par le docteur Francis. Ce dernier lui explique alors l'origine de toute cette affaire. Elisabeth et les autres malades de la tour étaient en fait des individus contaminés par les fuites radioactives d'une centrale nucléaire. À la suite de cet accident, ils ont développé une maladie neurodégénérative se traduisant par une amnésie, une perte du langage et, finalement, la mort. Pour étouffer le scandale, le gouvernement français a ordonné de séquestrer tous ces malades dans un lieu clos et de les éliminer discrètement. Indigné et furieux, Robert oublie sa blessure et se précipite vers Elisabeth pour la soustraire définitivement à ses bourreaux, mais le docteur Francis lui tire aussitôt une balle dans la tête. Dans son agonie, il a juste le temps de saisir la main de la jeune femme et de faire encore quelques pas avec elle. Le film s'achève juste avant qu'ils ne meurent tous les deux.

## Distribution
- Brigitte Lahaie : Élisabeth
- Alain Duclos : Robert
- Bernard Papineau : le docteur Francis
- Rachel Mhas : Solange
- Cathy Stewart (créditée sous le nom de Catherine Greiner) : Catherine
- Dominique Journet : Véronique
- Natalie Perrey : la vieille femme
- Cyril Val (alias Alain Plumey) : l'infirmier violeur
- Grégoire Cherlian : le gardien de la tour
- Jean Cherlian : l'homme de main du docteur Francis
- Marilyn Jess : la malade à l'album de photos

## Fiche technique
- Réalisateur : Jean Rollin
- Scénario : Jean Rollin
- Directeur de la photographie : Jean-Claude Couty
- Montage : Gilbert Kikoïne
- Musique : Philippe Brigeaud
- Production : Jacques Roitfeld et Impex Films
- Directrice de production : Monique Samarcq
- Distribution : Impex Films
- Pays d'origine :  France
- Durée totale : 85 minutes
- Couleur : couleur
- Limite d'âge : interdit aux moins de 18 ans (en 1980)[1]
- Date de sortie : 20 août 1980